# Patrick Femerling
Patrick Oliver Femerling (* 4. März 1975 in Hamburg) ist ein ehemaliger deutscher Basketballspieler und heutiger -trainer. Bei einer Größe von 2,15 Metern kam er als Center zum Einsatz.
Femerling ist Stand 2012 mit 221 Einsätzen Rekordnationalspieler der deutschen Basketballnationalmannschaft, mit der er eine WM-Bronzemedaille sowie eine EM-Silbermedaille gewann.
Auf Vereinsebene wurde er dreimal deutscher Meister und holte auch in Spanien und Griechenland den Meistertitel. 2003 gewann er den höchsten europäischen Vereinswettbewerb EuroLeague.

## Spielerkarriere

### Vereinskarriere
Femerling wuchs in Düsseldorf auf. Er begann seine Basketballkarriere beim dort ansässigen Allgemeinen Rather Turnverein (ART), nachdem er zuvor Fußball gespielt hatte und im Alter von 15 Jahren von ART-Trainer Johannes Buchwald entdeckt worden war, als Femerling mit Freunden Basketball auf einem Freiplatz spielte. Zu diesem Zeitpunkt war er 1,99 Meter groß.
Femerling gelang in Düsseldorf der Sprung in die Herrenmannschaft, mit der er in der Regionalliga spielte. Zeitweise nahm er zusätzlich am Training des Bundesligisten Bayer Leverkusen unter der Leitung von Dirk Bauermann teil und lernte dort von erfahrenen Spielern auf der Innenposition, insbesondere Christian Welp und Sascha Hupmann. 1995 wechselte Femerling in die USA an die University of Washington und spielte während seines Studienaufenthaltes für die Hochschulmannschaft Huskies, für die zuvor auch seine Landsleute Detlef Schrempf und Christian Welp aktiv gewesen waren, in der NCAA Division I. 1996 und 1997 wurde er als bester Verteidiger der Mannschaft ausgezeichnet und erhielt dafür jeweils den „John Meyers Award“. Femerling bestritt von 1995 bis 1998 82 Spiele für die Hochschulmannschaft und erreichte Mittelwerte von 4,7 Punkten und 4,4 Rebounds je Begegnung. Mit 84 geblockten Würfen lag er am Ende seiner Hochschulzeit in dieser statistischen Wertung in der Bestenliste der University of Washington auf dem dritten Rang.
1998 kehrte er nach Deutschland zurück und wurde Profi bei Alba Berlin. Mit den Berlinern errang er in zwei Spielzeiten zwei Meisterschaften und einen Pokalsieg. In der Bundesliga erzielte Femerling für Berlin in der Saison 1998/99 im Durchschnitt 8,1 Punkte und 5,1 Rebounds je Begegnung, in der Saison 1999/2000 waren es 8,5 Punkte sowie 5,2 Rebounds je Einsatz. Im Jahr 2000 wechselte Femerling erstmals ins europäische Ausland zum griechischen Verein Olympiakos Piräus. In den folgenden Jahren waren dann jeweils im Zweijahresabstand der spanische Verein FC Barcelona sowie Panathinaikos Athen wiederum in Griechenland Stationen in Femerlings Karriere. In diesen Jahren gewann er unter anderem zwei spanische und zwei griechische Landesmeisterschaften sowie den höchsten europäischen Vereinswettbewerb EuroLeague 2003. Seine statistisch beste Saison in der Euroleague war das Spieljahr 2003/04, als er es in 20 Einsätzen für Barcelona auf Mittelwerte von 7,5 Punkten und 4,5 Rebounds brachte.
In der Spielzeit 2006/07 war Femerling, zu dessen Merkmalen ein hohes Spielverständnis und ein „Gespür für Räume“ zählten, erneut in der spanischen Liga ACB tätig und stand bei Caja San Fernando Sevilla unter Vertrag, verbuchte dort seine besten Werte in der spanischen Liga (8 Punkten und 5 Rebounds je Einsatz), bevor er für die darauffolgende Spielzeit zu Alba Berlin zurückkehrte. Mit den Berlinern gewann er 2008 eine weitere deutsche Meisterschaft sowie 2009 erneut den deutschen Pokalwettbewerb. 2007/08 erreichte er in der höchsten deutschen Spielklasse Mittelwerte von 9,6 Punkten und 4,8 Rebounds je Begegnung. Im Laufe der Saison 2008/09 musste er wegen einer Knieoperation lange aussetzen und kam nur zu fünf Bundesliga-Einsätzen (3,6 Punkte/Spiel). In der Spielzeit 2009/10 stand er in der türkischen Liga in Antalya unter Vertrag, bevor er erneut für eine Saison als Mannschaftskapitän nach Berlin zurückkehrte. In dieser erzielte Femerling in 24 Bundesliga-Einsätzen im Schnitt 4,6 Punkte. Es war seine letzte Saison für Alba Berlin, denn in der darauffolgenden Spielzeit 2011/12 bekam er keinen neuen Vertrag und beendete schließlich seine Karriere.

### Nationalmannschaft
Der 2,15 Meter große Center absolvierte 221 Länderspiele für die deutsche Nationalmannschaft und ist damit (Stand 2020) Rekordnationalspieler. Am 25. August 2007 bestritt er sein 182. Länderspiel und übertraf damit den bisherigen Rekordnationalspieler Hansi Gnad.
Am 16. Juli im folgenden Jahr bestritt er im Rahmen der Olympiaqualifikation als erster Deutscher sein 200. Länderspiel. Als Kapitän der Nationalmannschaft gewann er bei WM-Endrunde 2002 zusammen mit Dirk Nowitzki und seinen Mannschaftskameraden die Bronzemedaille und bei der EM-Endrunde 2005 als Vize-Europameister die Silbermedaille. Ein weiterer Höhepunkt seiner Nationalmannschaftskarriere waren die Olympischen Spiele 2008, die jedoch nach nur einem Sieg und drei Niederlagen in der Vorrunde frühzeitig endeten.
Für die EM-Endrunde 2009 in Polen kehrte Femerling noch einmal in die Nationalmannschaft zurück, erreichte aber mit einem ansonsten verjüngten Kader ohne Dirk Nowitzki mit dem Erreichen der Zwischenrunde nur einen Achtungserfolg. Nach dem Turnier beendete Femerling seine Nationalmannschaftskarriere endgültig.

## Trainerkarriere
Nachdem Femerling im Sommer 2011 seine Spielerkarriere beendet hatte, begann er, Trainerscheine für den Leistungsbereich im Basketball zu erwerben. Zudem nahm er ein Studium an der Trainerakademie Köln auf. 2012 erlangte er den A-Trainerschein.
Zur Saison 2013/2014 wurde er neuer Cheftrainer der JBBL-Mannschaft von Alba Berlin und schaffte so den Einstieg in den Trainerbereich. 2015 übernahm er Albas Mannschaft in der Nachwuchs-Basketball-Bundesliga und betreute ab 2016 die zweite Herrenmannschaft des Vereins in der 1. Regionalliga. Nach der Saison 2016/17 wurde sein auslaufender Vertrag von Alba Berlin nicht verlängert.
Im November 2017 wurde er unter Bundestrainer Henrik Rödl Co-Trainer bei der deutschen A-Nationalmannschaft. Im Februar 2018 wurde er zusätzlich zum hauptamtlichen Bundestrainer für den männlichen Nachwuchs ernannt und übernahm den Cheftrainerposten bei der deutschen U16-Nationalmannschaft. 2019 übernahm er die Betreuung der U18-Auswahl. Femerling arbeitete bis 2022 für den Deutschen Basketball Bund, seinen Ende April 2022 auslaufenden Vertrag verlängerte der frühere Nationalspieler nicht.

## Kommentator
Nach Ende seiner Spielerkarriere im Sommer 2011 war er im Sportsender Sport 1 als Co-Kommentator und Experte bei Basketball-Übertragungen zu hören und zu sehen. Während der Europameisterschaft 2022 war Femerling beim Fernsehsender RTL an der Seite von Frank Buschmann als Kommentator tätig und schätzte während der Weltmeisterschaft 2023 das Geschehen für Magenta Sport ein. Seit dem Saisonbeginn 2023/24 kommentiert er Spiele der Basketball-Bundesliga und der Champions League auf Dyn. Seit Oktober 2023 gehört er außerdem als Experte zum Moderationsteam von ran NBA auf ProSieben Maxx.

## Sonstiges
Femerling trug in seinen jeweiligen Mannschaften üblicherweise immer das Trikot mit der Nummer 13. Zudem trug er seine Strümpfe auf dem Spielfeld immer bis zu den Knien hochgezogen, was angesichts seiner enormen Körperlänge besonders auffällig war und ihm den Spitznamen „Socke“ einbrachte.

## Erfolge
- Deutscher Meister: 1999, 2000, 2008
- Spanischer Meister: 2003, 2004
- Griechischer Meister: 2005, 2006
- Deutscher Pokalsieger: 1999, 2009
- Griechischer Pokalsieger: 2002, 2005, 2006
- Spanischer Pokalsieger: 2003
- EuroLeague: 2003
- Bronzemedaille Weltmeisterschaft: 2002
- Silbermedaille Europameisterschaft: 2005

## Auszeichnungen
- Teilnahmen an Europameisterschaften: 1997, 1999, 2001, 2003, 2005, 2007, 2009
- Teilnahme an Weltmeisterschaften: 2002, 2006
- Teilnahme an Olympischen Spielen: 2008